# Greed (film, 2019)
Pour les articles homonymes, voir Greed.
Pour plus de détails, voir Fiche technique et Distribution.
Greed est une comédie britannique réalisée par Michael Winterbottom, sortie en 2019. Le film est présenté au festival international du film de Toronto 2019.

## Synopsis
Une satire sur un homme avide d'argent et sa femme, qui est la seule personne capable de le comprendre.

## Fiche technique
Sauf indication contraire, les informations mentionnées dans cette section peuvent être confirmées par la base de données cinématographiques IMDb,  présente dans la section « Liens externes ».
- Titre original : Greed
- Réalisation : Michael Winterbottom
- Scénario : Sean Gray et Michael Winterbottom
- Décors : Denis Schnegg
- Costumes : Anthony Unwin
- Production : Damian Jones et Melissa Parmenter
- Sociétés de production : Film4, Sony Pictures International Productions
- Pays d'origine :  Royaume-Uni
- Langue originale : anglais
- Format : couleur
- Genre : comédie, satire
- Dates de sortie :
  - Canada : 7 septembre 2019 (festival international du film de Toronto)
  - Royaume-Uni : 21 février 2020

## Distribution
- Steve Coogan (VFB : Philippe Résimont) : Sir Richard McCreadie
  - Jamie Blackley (VFB : Maxime Van Santfoort) : Richard McCreadie, jeune
- Isla Fisher (VFB : Marcha Van Boven) : Samantha McCreadie
- David Mitchell (VFB : Philippe Allard) : Nick Morris
- Asa Butterfield (VFB : Alexis Flamant) : Finn McCreadie
- Sophie Cookson (VFB : Ludivine Deworst) : Lily McCreadie
- Shirley Henderson (VFB : Fabienne Loriaux) : Margaret McCreadie
- Dinita Gohil (en) (VFB : Audrey D'Hulstère) : Amanda
- Ollie Locke (en) : Fabian
- Sarah Solemani (VFB : Claire Tefnin) : Melanie
- Shanina Shaik (VFB : Fanny Dreiss) : Naomi
- Manolis Emmanouel (VFB : Sébastien Hébrant) : Demetrious
- Asim Chaudhry (VFB : Thierry Janssen) : Frank, le dresseur de lions
- Pearl Mackie (VFB : Mélissa Windal) : Cathy
- Tim Key (VFB : Olivier Prémel) : Sam
- Paul Ritter : Lewis
- Paul Higgins (VFB : Frédéric Meaux) : Jim McBride
- Miles Jupp (en) (VFB : Jean-Pierre Denuit) : le président de la commission d'enquête

Dans leur propre rôle
- Pixie Lott
- Stephen Fry
- Colin Firth
- Ben Stiller
- Keira Knightley
- James Blunt
- Caroline Flack
- Chris Martin
- Keith Richards
- Louis Walsh

Version française dirigée par Ioanna Gkizas chez Titra Film (Belgique), d'après une adaptation des dialogues d'Anne Estève et Matthias Delobel.